# Elecciones generales de Venezuela de 1968
Las elecciones generales de Venezuela de 1968 se celebraron el domingo 1 de diciembre de 1968 para elegir al sucesor del Presidente Raúl Leoni, líder del partido oficialista Acción Democrática, así como la renovación legislativa de las cámaras del Congreso de la República, de las Asambleas Legislativas estadales y de los Concejos municipales. 
En estos comicios resultó vencedor por escaso margen de votos el doctor Rafael Caldera del partido sociacristiano COPEI, ocasionando de esta manera la primera alternancia democrática del poder entre presidentes de diferentes partidos desde el retorno a la democracia en 1958, así como la primera derrota electoral de AD desde las primeras elecciones universales de la historia venezolana en 1946.

## Candidatos

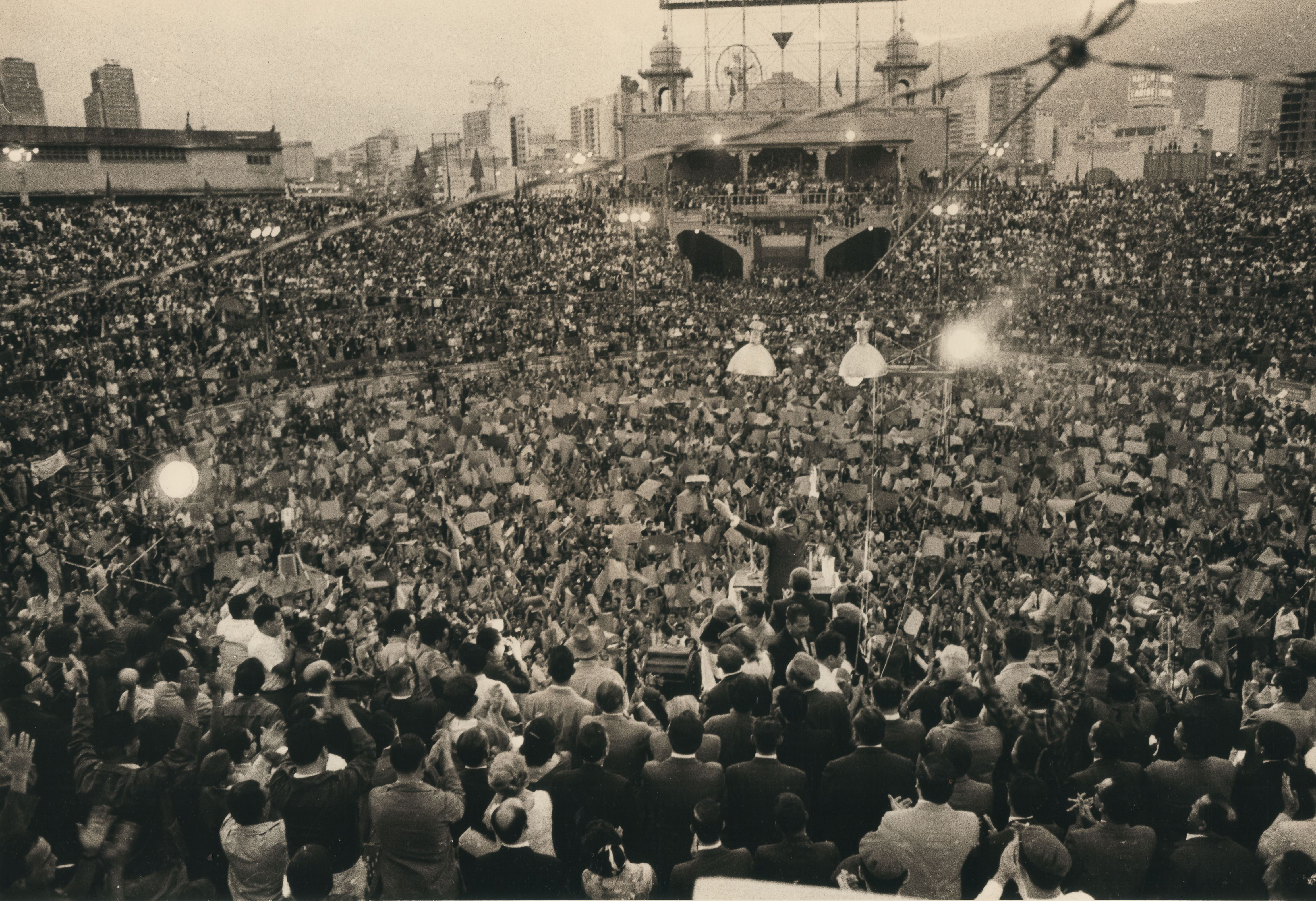
Proclamación de Rafael Caldera como candidato presidencial.

Los aspirantes presidenciales para esta ocasión fueron:
- Rafael Caldera, de COPEI. Abogado, sociólogo, escritor, orador y político. Se presentó por cuarta vez como candidato, con una dilatada experiencia en procesos electorales tras haberse postulado en las elecciones de 1947, 1958 y 1963, donde obtuvo votaciones entre el 16% y 20%. Tenía a su favor el respaldo de su partido Copei, que no había sufrido ninguna ruptura desde el establecimiento de la nueva era democrática.
- Gonzalo Barrios, de Acción Democrática. Politólogo, sociólogo y político. Diputado al Congreso Nacional y exministro de Relaciones Interiores durante el gobierno de Raúl Leoni. Apoyado por los sectores socialdemócratas y pro-gobierno.
- Miguel Ángel Burelli Rivas, de la Unión Republicana Democrática. Político, diplomático y jurista. Respaldado por el Frente de La Victoria que intentó agrupar a todos los partidos anti-adecos e independientes que deseaban una mayor alternabilidad en el poder.
- Luis Beltrán Pietro Figueroa, del Movimiento Electoral del Pueblo. Politólogo, sociólogo, profesor y político. Miembro de la Junta Revolucionaria de Gobierno entre 1945 y 1948 y Presidente del Congreso de la República entre 1962 y 1966. Presentó su candidatura a la Presidencia por segunda ocasión. Apoyado por un importante sector separado de AD.

- Alejandro Hernández, del Partido Socialista de Venezuela. Político.
- Germán Borregales, del Movimiento de Acción Nacional. Político, escritor y periodista. Presentó su candidatura presidencial por segunda ocasión. Apoyado por la Extrema derecha.

## Historia

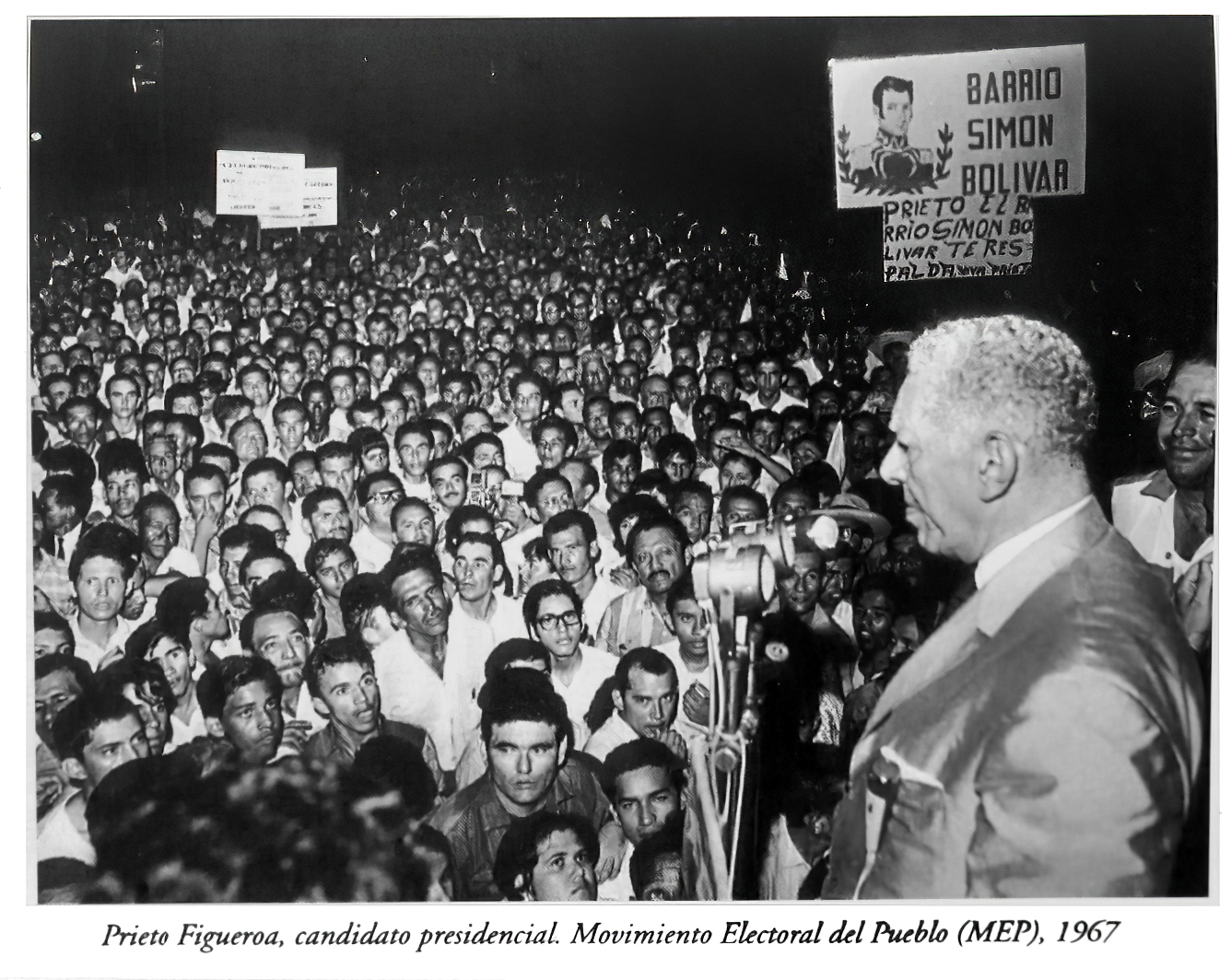
Luis Beltrán Prieto Figueroa en la campaña presidencial.

Pese a que se presentaron 6 candidatos presidenciales, sólo 4 de ellos tenían posibilidades reales de llegar a la primera magistratura de la nación. El partido oficialista Acción Democrática estaba confrontando serios problemas internos debido a la separación de parte de su dirigencia que fundó el Movimiento Electoral del Pueblo en 1967, liderados por Luis Beltrán Pietro Figueroa. En esta ocasión, la izquierda política vuelve a participar en elecciones nacionales y se le permite participar al Partido Comunista de Venezuela, pero bajo el nombre de "Unidos Para Avanzar" (UPA) que, aunque no presentó candidato presidencial, si postuló candidatos para las elecciones parlamentarias.
El Perezjimenismo crea el partido Cruzada Cívica Nacionalista (CCN), pero no se le permite presentar como candidato presidencial a Marcos Pérez Jiménez; sin embargo, este movimiento obtiene representación en el Congreso de la República de Venezuela.
Durante la campaña electoral, los periódicos El Nacional, La Verdad y el Diario Panorama denunciaron un supuesto acuerdo entre Copei y la Cadena Capriles en la que se le otorgaría el cargo de senador a Miguel Ángel Capriles Ayala y algunos puestos en el gobierno a ejecutivos del grupo mediático. A cambio, las publicaciones del grupo deberían divulgar opiniones y publicidad favorable a Copei.Además, los tres periódicos denunciantes se negaron a publicar información sobre la campaña electoral de Rafael Caldera. Esto provocó la renuncia del director de El Nacional, Ramón J. Velásquez, quien expresó no compartir estas acciones.
Estas fueron las elecciones más reñidas de la historia de Venezuela, la diferencia entre el ganador y el segundo lugar fue de poco más de 32 mil votos. Además representó un hito para la democracia venezolana, pues por primera vez el partido gubernamental Acción Democrática (AD) perdía una elección. Con estos comicios empieza la democracia bipartidista en Venezuela y la alternabilidad del poder.

## Resultados en las Elecciones Presidenciales
|  | 28,68 % |

|  | 0.44 % |

|  | 29,13 % |

|  | 27,46 % |

|  | 0,41 % |

|  | 0,18 % |

|  | 0,15 % |

|  | 0,04 % |

|  | 27,46 % |

|  | 11,82 % |

|  | 6.46 % |

|  | 3.55 % |

|  | 0,40 % |

|  | 22,22 % |

|  | 17.35 % |

|  | 1.84 % |

|  | 0.15 % |

|  | 19.34 % |

|  | 0.73 % |

|  | 0,34 % |

|  | 93,03 % |

|  | 6,97 % |

|  | 100.00 % |

|  | 96.72 % |

|  | 3,28 % |

|  | 100.00 % |

## Elecciones parlamentarias

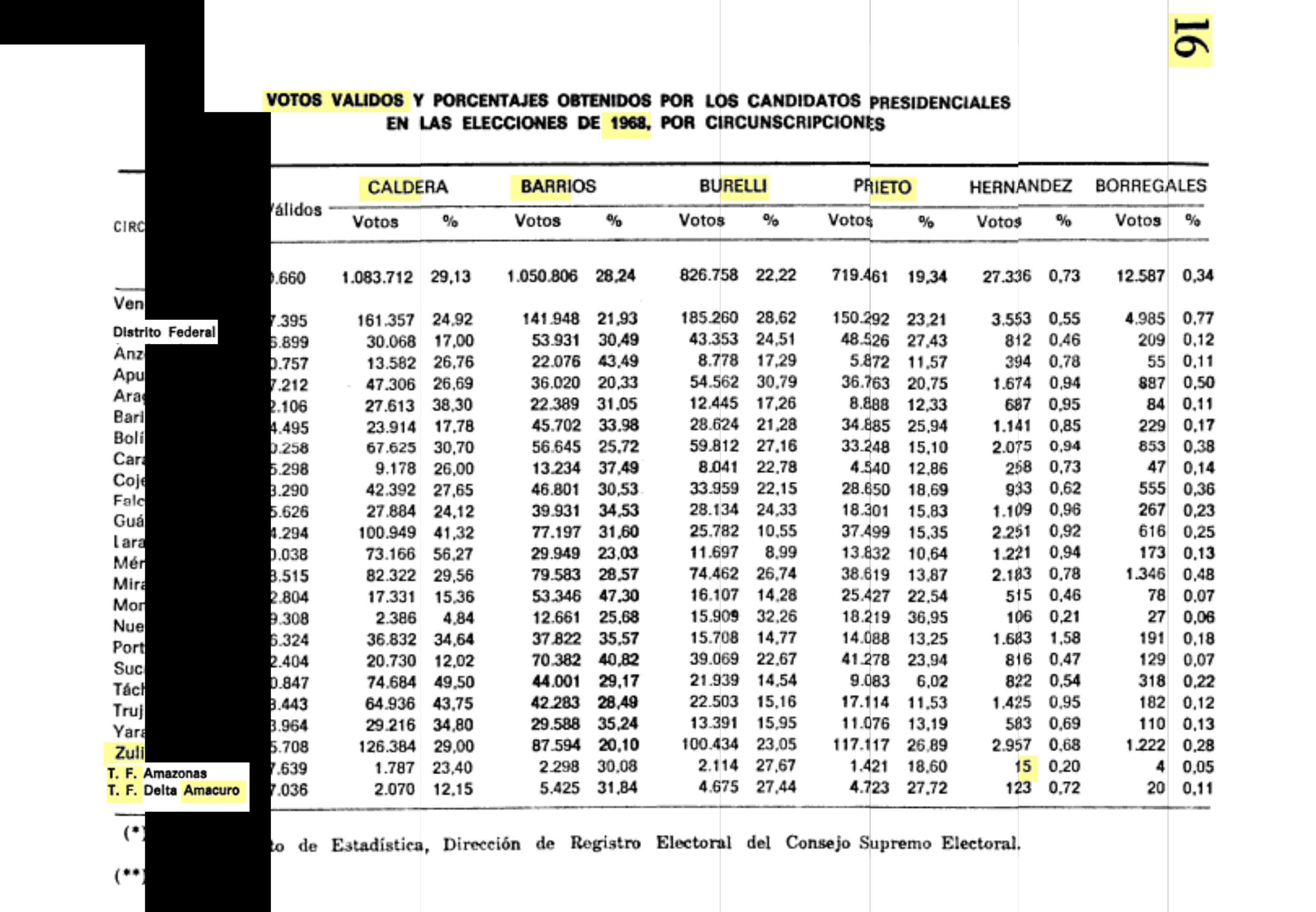
Tabela de Cifras Oficiales del CSE de los Candidatos a Presidente de Venezuela para el periodo 1969-1974

Las elecciones parlamentarias se llevaron a cabo el 1 de diciembre de 1968, para renovar por completo los escaños el Congreso Nacional. A pesar de que las elecciones presidenciales fueron ganadas por Rafael Caldera, de COPEI, los resultados dieron la mayoría de ambas cámaras al partido Acción Democrática. Se destaca el ascenso del Movimiento Electoral del Pueblo, partido de izquierda liderado por Luis Beltrán Prieto Figueroa, el cual se situó en el tercer lugar en votos. Cruzada Cívica Nacionalista, de ideología nacionalista liderado por el ex dictador Marcos Pérez Jiménez, desde el exilio, y seguidores.

## Resultados
| Partidos                                           | Votos     | %    | Diputados | Diputados | Senadores | Senadores |
| Partidos                                           | Votos     | %    | Escaños   | +/-       | Escaños   | +/-       |
| -------------------------------------------------- | --------- | ---- | --------- | --------- | --------- | --------- |
| Acción Democrática                                 | 939 759   | 25,6 | 66        | —         | 19        | 3         |
| Copei                                              | 883 814   | 24,0 | 59        | +20       | 16        | +8        |
| Movimiento Electoral del Pueblo                    | 475 909   | 12,9 | 25        | Nuevo     | 5         | Nuevo     |
| Cruzada Cívica Nacionalista                        | 402 351   | 10,9 | 21        | Nuevo     | 4         | Nuevo     |
| Unión Republicana Democrática                      | 340 195   | 9,2  | 18        | -5        | 3         | -4        |
| Fuerza Democrática Popular                         | 194 931   | 5,3  | 10        | -6        | 2         | -2        |
| Unión para Avanzar                                 | 103 591   | 2,8  | 5         | Nuevo     | 1         | Nuevo     |
| Frente Nacional Democrático                        | 96 027    | 2,6  | 4         | Nuevo     | 1         | Nuevo     |
| Partido Revolucionario de Integración Nacionalista | 88 509    | 2,4  | 4         | Nuevo     | 1         | Nuevo     |
| Partido Socialista de Venezuela                    | 29 920    | 0,8  | 1         | —         | 0         | —         |
| Movimiento Acción Nacional                         | 24 407    | 0,7  | 1         | +1        | 0         | —         |
| Movimiento Democrático Independiente               | 18 337    | 0,5  | 0         | Nuevo     | 0         | Nuevo     |
| Alianza Popular Independiente                      | 18 332    | 0,5  | 0         | Nuevo     | 0         | Nuevo     |
| Movimiento Electoral Nacional Independiente        | 13 847    | 0,4  | 0         | -1        | 0         | —         |
| Otros                                              | 48 155    | 1,3  | 0         | —         | 0         | —         |
| Votos en blanco/anulados                           | 229 739   | —    | —         | —         | —         | –         |
| Total                                              | 3 907 823 | 100  | 214       | +35       | 52        | +5        |
| Fuente: Nohlen                                     |           |      |           |           |           |           |